# Тернова балка (пам'ятка природи)
Тернова балка — ботанічна пам'ятка природи місцевого значення. Об'єкт розташований на території Компаніївського району Кіровоградської області, поблизу с. Зелене.
Площа — 10 га, статус отриманий у 1995 році.